# Église Saint-Michel de Saint-Michel-de-Livet
L'église Saint-Michel est une église catholique située à Saint-Michel-de-Livet, en France. 

## Localisation
L'église est située dans le département français du Calvados, dans le petit bourg de Saint-Michel-de-Livet devenue le 1er janvier 2016 une commune déléguée au sein de la commune nouvelle de Livarot-Pays-d'Auge.

## Historique
L'édifice date du XIIIe au XIXe siècle.
L'édifice est classé au titre des Monuments historiques depuis le 24 septembre 1975.

## Description
Elle abrite un groupe sculpté (La Trinité) du XVIe siècle, un Christ en croix du XVIIe et une chaire à prêcher du XVIIIe classées à titre d'objets. 